# Oldřich Marek (bibliograf)
Oldřich Marek (31. prosince 1919, Hostim – 17. února 1987, Moravské Budějovice) byl český pedagog, bibliograf a regionální historik.

## Biografie
Oldřich Marek se narodil v roce 1919 v Hostimi nedaleko Moravských Budějovic, jeho otcem byl tamní učitel. V roce 1938 odmaturoval na gymnáziu v Moravských Budějovicích a následně ve studiu pokračoval na tehdejší Vysoké škole zemědělské v Brně. Posléze absolvoval učitelský kurz a začal učit v Moravských Budějovicích, posléze učil také v Hrotovicích, zemědělském učilišti v Jaroměřicích nad Rokytnou a na rolnické škole v Jemnici. Po odchodu do důchodu se věnoval primárně biografiím osobností Moravských Budějovic a okolí, byl také autorem velmi rozsáhlé bibliografie, kterou však nedokončil.